# Santa Cristina de Ḷḷena
Santa Cristina de Ḷḷena és una església preromànica asturiana, construïda a mitjans del segle ix i situada en el municipi de Ḷḷena, en el Principat d'Astúries.

## Situació
Es troba a 35 km al sud d'Oviedo per l'A-66, en un pujol de la parròquia de Felgueras propera a La Pola que domina el vall de Ḷḷena.

## Història
Pot correspondre probablement a l'antiga fundació de San Pedro i San Pablo de Felgueras del segle vii, sent el seu origen visigot. L'estructura actual es va construir en el segle ix, any 852, sota el regnat de Ramir I, pel que es classifica com ramirense igual que els monuments del Naranco.
Va ser catalogada com Monument Històric Artístic el 1885 i la Unesco la va declarar Patrimoni de la Humanitat al Desembre de 1985.

## Arquitectura
Aquest petit edifici amb un pla de creu grega, no habitual a l'arquitectura asturiana, segueix els paràmetres tradicionals: consta de cinc segments en forma quadrangular, definits pels arcs que es recolzen en una arqueria cega que recorre els murs laterals, sent un d'ells, el més gran, el que conforma la nau principal del temple. El terra es troba a dues altures amb l'entrada més baixa respecte a l'altar. El tipus de volta usada és la volta de canó que descansa sobre arcs reforçats en l'exterior per contraforts.
Està dotada de nàrtex i d'iconòstasis, format per tres arcs de pedra que descansen sobre quatre capitells amb les seves respectives quatre columnes de marbre tancades per gelosies calades en forma rectangular, que separen el presbiteri de la nau principal. Es pot veure que la iconòstasi segueix les pautes de l'art Ramir I de Lleó tot i que es poden contemplar motius visigots en la decoració.

## Festes
Se celebra una tradicional romeria amb missa en honor de Santa Cristina a l'exterior del temple tots els anys l'últim diumenge del mes de Juliol a les 12:30.
Van a ella els habitants de tots els pobles i caseries propers. En finalitzar la missa hi ha una subhasta de pans que s'ofereix en honor de la Santa. Això es denomina "puya del ramu".

## Galeria

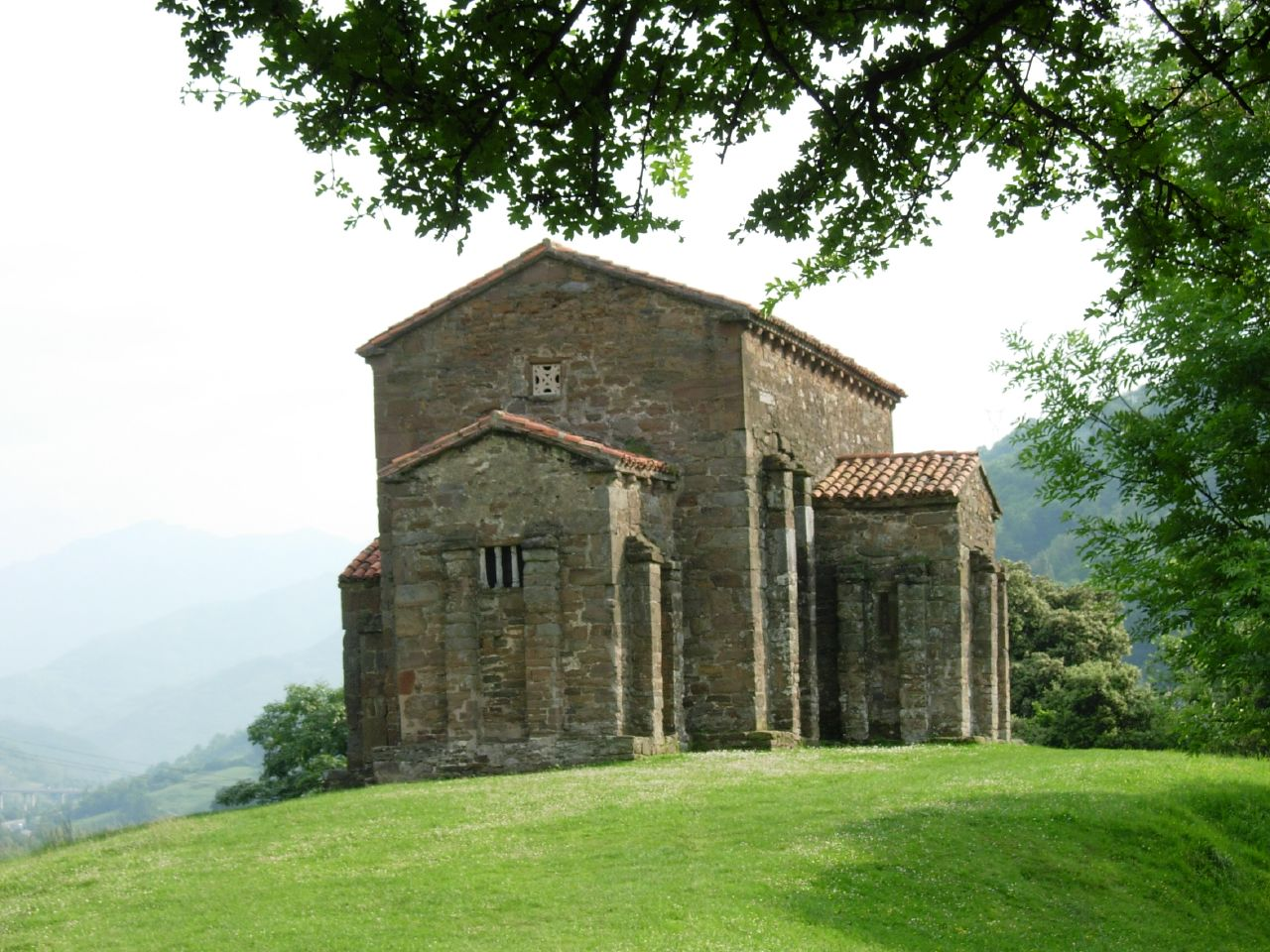
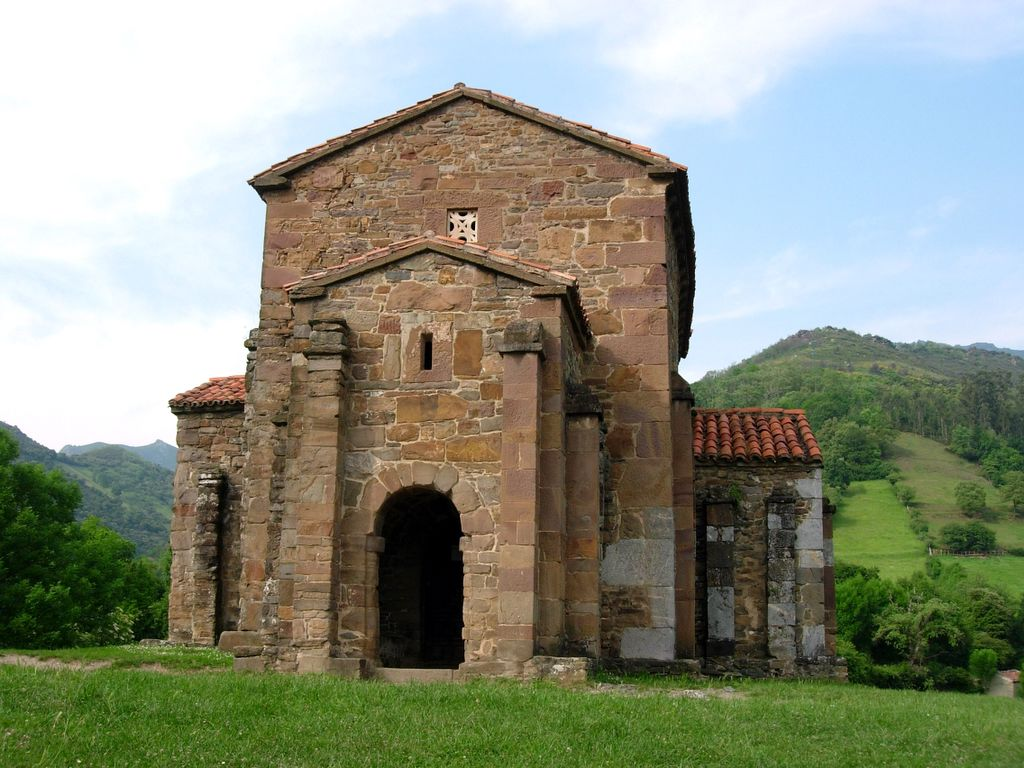
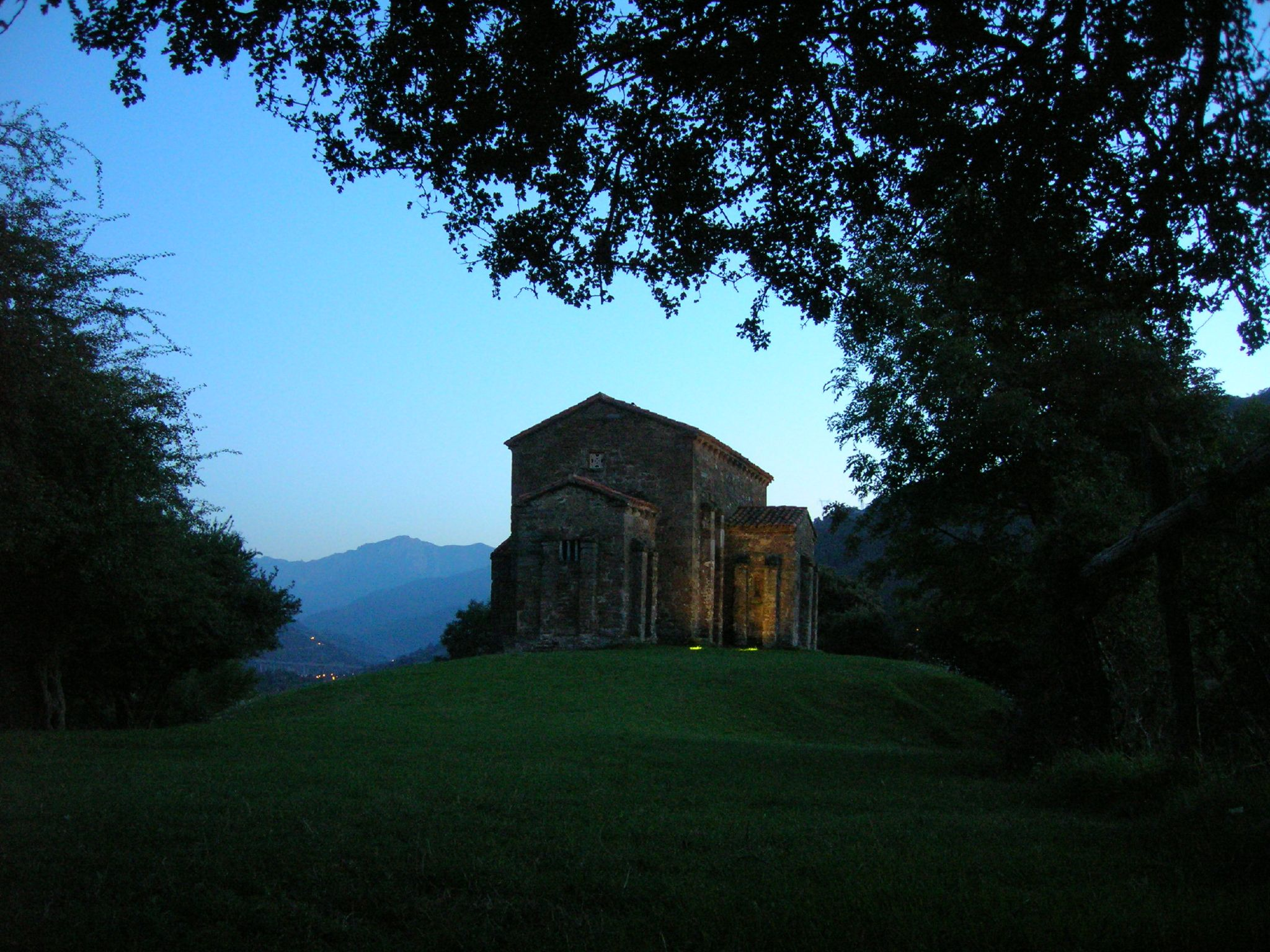
Vista de l'exterior
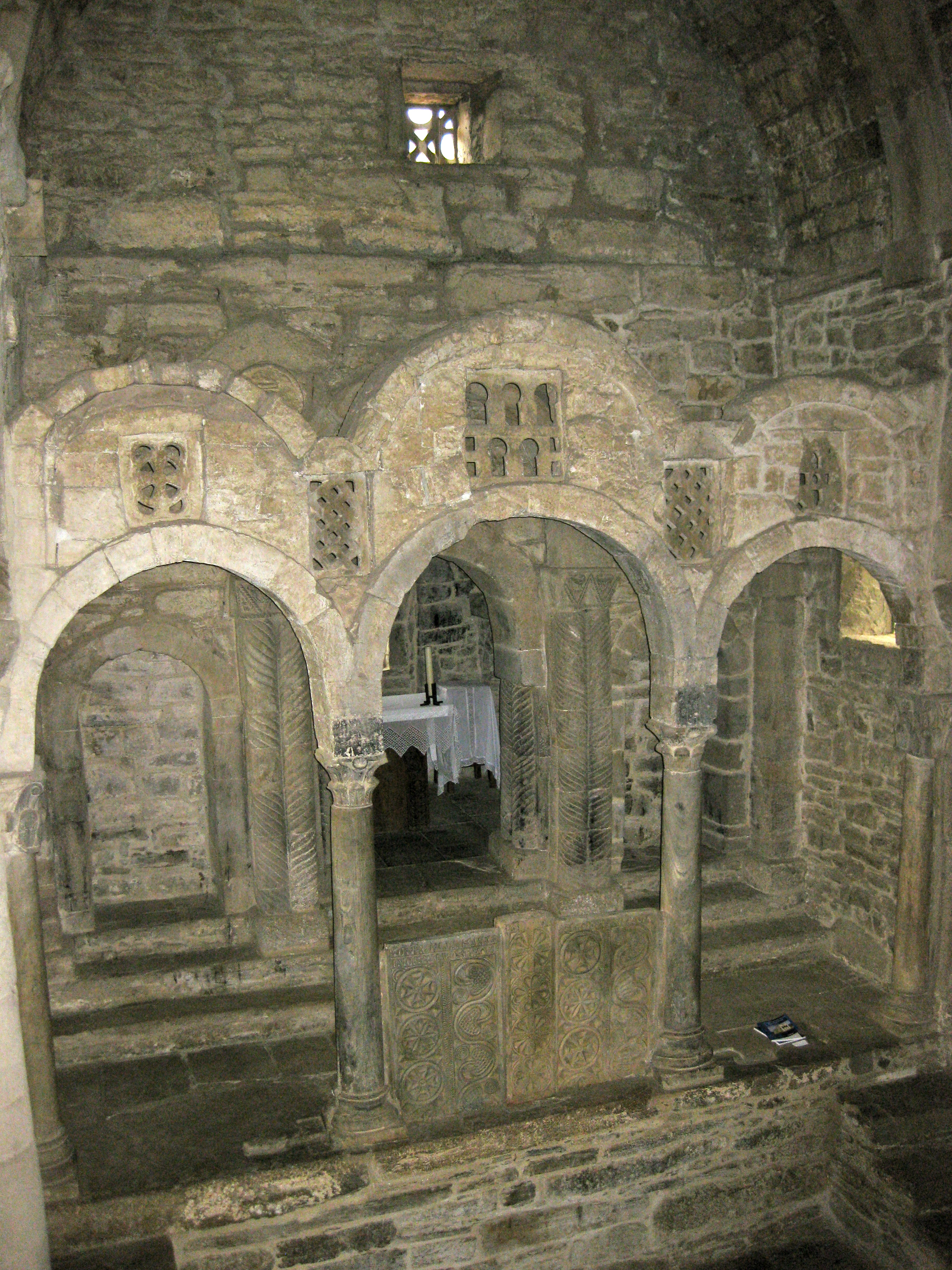
La nau i la capella
Plànol de l'església